# Konstitucijos prospektas
Konstitucijos prospektas' (dansk: Forfatnings boulevarden) er hovedgaden i Šnipiškės, Vilnius' nye forretningskvarter. Boulevarden går fra Ukmergės gatvė til Kalvarijų gatvė og er 2000 m lang.
Indtil for nylig var området en landsby på Neris højre bred, siden årtusindskiftet har boulevarden været præget af omfattende nybyggeri. Flere skyskrabere, blandt andet Europos bokštas (dansk: Europa tårnet), som med sine 33 etager og 149 m er den højeste kommercielle bygning i Litauen er opført, og der er fortsat planer om flere moderne handels- og lejlighedskomplekser på boulevarden.
Ved siden af Europos bokštas ligger indkøbscenter "Europa" med et syvetages parkeringshus med plads til mere end 1000 biler. Langs Konstitucijos prospektas, mellem den 20 etagers høje administrationsbygning for Vilnius bykommune og indkøbscenteret "Europa" ligger pladsen "Europos aikštė", indrettet med bl.a. springvand.
På Konstitucijos prospektas ligger en lang række andre administrationsbygninger, blandt andet Vilnius amts administrationsbygning. Det største hotel i Litauen "Reval Lietuva hotel", bygget i sovjettiden, ligger midt på boulevarden. Hotellet har en natklub på øverste etage, med udsigt over hele Vilnius.
Nær Ukmergės gatvė ligger "børnepaldset" med fritidsklubber, ungdomsklubber og svømmehal overfor "Forum Palace" et sports-, underholdnings- og forretningscenter.

## Historie
- I 2002 ved fejringen af 80 årsdagen for underskrivelsen af Litauens første forfatning, omdøbtes gaden til Konstitucijos prospektas.
- I 2004 blev gaden udvidet til syv baner på grund af den intense trafik ligesom fortove blev udvidet og cykelstier oprettet ligesom . Samtidigt blev der plantet træer og parker indviedes parkeringshuset ved "Europa".
- I 2010 afholdtes den første officielle gayparade i Litauen på Konstitucijos prospektas. Paraden vakte stort porstyr i Litauen.

## Galleri
- Konstitucijos prospektas set fra Kalvarijų gatvė
- Vilnius centrum med byggepladserne på Konstitucijos prospektas
- Konstitucijos prospektas ved Europos

54°41′49.1238″N 25°16′21.4422″Ø / 54.696978833°N 25.272622833°Ø